# Саврай
Саврай — річка в Україні, в межах Великобагачанського та Решетилівського районів Полтавської області. Права притока Бакая (басейн Дніпра).

## Опис
Довжина річки приблизно 12  км. Долина неглибока, місцями невиразна, у пониззі заболочена. Річище слабозвивисте, у верхів'ї випрямлене.

## Розташування
Саврай бере початок на південь від села Подолу. Тече переважно на південь через Мушти і біля Шилівки впадає у річку Бакай, ліву притоку Псла.